# Ryszard Bugaj
Ryszard Bugaj (ur. 22 lutego 1944 w Gawłowie) – polski polityk i ekonomista, doktor habilitowany nauk ekonomicznych, profesor nadzwyczajny w Instytucie Nauk Ekonomicznych PAN. Działacz opozycji antykomunistycznej w okresie PRL, współzałożyciel Solidarności Pracy (1990) oraz Unii Pracy (1992), przewodniczący UP w latach 1993–1997, poseł na Sejm X, I i II kadencji w latach 1989–1997, doradca społeczny prezydenta RP Lecha Kaczyńskiego w latach 2009–2010.

## Życiorys
Ukończył w 1971 studia na Wydziale Ekonomii Politycznej Uniwersytetu Warszawskiego, w 1989 na podstawie rozprawy pt. Próba reformy systemu finansowania gospodarki w pierwszej połowie lat siedemdziesiątych został doktorem nauk ekonomicznych, a w 2004 na podstawie dorobku naukowego oraz pracy zatytułowanej Dylematy finansów publicznych. Przekształcenia w gospodarce polskiej uzyskał stopień doktora habilitowanego nauk ekonomicznych.
W 1968 brał udział w protestach studenckich przeciwko zdjęciu spektaklu Dziady. W 1980 przystąpił do „Solidarności”, w listopadzie 1980 został członkiem Towarzystwa Kursów Naukowych, w okresie stanu wojennego został na kilka dni internowany. Był uczestnikiem obrad Okrągłego Stołu. W 1989 uzyskał mandat posła na Sejm kontraktowy z ramienia Komitetu Obywatelskiego.
W 1990 był wśród założycieli Solidarności Pracy, rok później z listy tego stowarzyszenia został wybrany na posła I kadencji. W styczniu 1993 został przewodniczącym współtworzonej przez SP w 1992 partii Unia Pracy. W wyborach parlamentarnych w 1993 po raz trzeci objął mandat poselski, gdy kierowane przez niego ugrupowanie otrzymało wynik 7,28% głosów. W wyborach parlamentarnych w 1997 bez powodzenia ubiegał się o reelekcję (UP nie przekroczyła progu wyborczego), a w wyborach samorządowych w 1998 bezskutecznie ubiegał się o mandat radnego sejmiku mazowieckiego z listy koalicji Przymierze Społeczne. W 1997 podał się do dymisji z funkcji przewodniczącego UP, a w 1998 odszedł z partii, sprzeciwiając się polityce nowych władz (Aleksandra Małachowskiego i Marka Pola), zmierzających do ścisłej współpracy z Sojuszem Lewicy Demokratycznej. W wyborach parlamentarnych w 2001 ponownie bez powodzenia startował do Sejmu, tym razem z warszawskiej listy Polskiego Stronnictwa Ludowego. Założył następnie najpierw stowarzyszenie, następnie krótko istniejącą partię pod nazwą Forum Polska Praca.
W 2003 opowiadał się przeciwko wynegocjowanym warunkom członkostwa Polski w Unii Europejskiej, deklarując się jednocześnie jako zwolennik samej akcesji. W wyborach prezydenckich w 2005 publicznie poparł kandydaturę Lecha Kaczyńskiego. Na początku 2006 powrócił do Unii Pracy, objął funkcję przewodniczącego rady politycznej tej partii. Odszedł z niej ponownie w tym samym roku, sprzeciwiając się wejściu UP do koalicji Lewica i Demokraci. Od 5 lutego 2009 był doradcą społecznym prezydenta RP Lecha Kaczyńskiego do spraw ekonomicznych. W 2014 został członkiem rady programowej partii Prawo i Sprawiedliwość. W 2009 został doradcą prezesa Narodowego Banku Polskiego. W październiku 2015 został członkiem Narodowej Rady Rozwoju powołanej przez prezydenta Andrzeja Dudę. W lutym 2016 zrezygnował z członkostwa w tym gremium, tłumacząc to sprzeciwem wobec popierania przez prezydenta Andrzeja Dudę „zawłaszczenia instytucji państwa przez aparat rządzącej partii”. W pierwszej turze wyborów prezydenckich w 2025 poparł Adriana Zandberga z Partii Razem.

## Wyniki wyborcze
| Wybory | Komitet wyborczy | Komitet wyborczy                  | Organ             | Okręg | Wynik            |
| ------ | ---------------- | --------------------------------- | ----------------- | ----- | ---------------- |
| 1989   |                  | Komitet Obywatelski „Solidarność” | Sejm X kadencji   | nr 7  | 150 046 (83,26%) |
| 1991   |                  | Solidarność Pracy                 | Sejm I kadencji   | nr 1  | 30 655 (4,26%)   |
| 1993   |                  | Unia Pracy                        | Sejm II kadencji  | nr 1  | 86 708 (10,90%)  |
| 1997   |                  | Unia Pracy                        | Sejm III kadencji | nr 1  | 31 162 (3,92%)   |
| 2001   |                  | Polskie Stronnictwo Ludowe        | Sejm IV kadencji  | nr 19 | 4683 (0,64%)     |

## Odznaczenia i wyróżnienia
W 2007 został odznaczony przez prezydenta Lecha Kaczyńskiego Krzyżem Komandorskim z Gwiazdą Orderu Odrodzenia Polski. W 2020 odznaczony Krzyżem Wolności i Solidarności. W październiku 2008 wszedł w skład Kapituły Orderu Odrodzenia Polski, wystąpił z niej we wrześniu 2010.
Wieloletni mieszkaniec Podkowy Leśnej; w 2020 otrzymał tytuł honorowego obywatela tego miasta.